# Paracresol
Paracresol is een organische verbinding met als brutoformule C7H8O. De stof komt voor als kleurloze kristallen, die matig oplosbaar zijn in water. Paracresol is een structuurisomeer van orthocresol en metacresol.
Paracresol is een component in menselijk zweet en tevens een geurstof die vrouwelijke muggen aantrekt.

## Productie
Paracresol en de isomeren ervan komen voor in steenkool- en aardoliedestillaten. Het scheiden van para- en metacresol door midden van distillatie is praktisch niet mogelijk omdat hun kookpunten erg dicht bijeen liggen; het verschil is slechts ongeveer 1 graad Celsius. Een scheiding op basis van het verschil in smeltpunt, door kristallisatie is wel mogelijk. Men kan ze ook scheiden door eerst complexen ervan te vormen die wel goed te scheiden zijn, en achteraf die complexen terug te ontbinden.

## Toepassing
Paracresol wordt vooral gebruikt bij de synthese van antioxidanten, zoals butylhydroxytolueen (BHT), evenals bij de productie van fenolharsen (resolen en novolacs). 